# Hardy County
Hardy County är ett county i östra delen av delstaten West Virginia, USA. År 2010 hade countyt 14 025 invånare. Den administrativa huvudorten (county seat) är Moorefield. 

## Geografi
Enligt United States Census Bureau har countyt en total area på 1 513 km². 1 510 km² av den arean är land och 3 km² är vatten. 

### Angränsande countyn
- Hampshire County - nord
- Frederick County, Virginia - öst
- Shenandoah County, Virginia - i sydöst
- Rockingham County, Virginia - syd
- Pendleton County - sydväst
- Grant County - väst

### Städer och samhällen
- Moorefield
- Wardensville